# USSコンスティチューション対HMSゲリエール
USSコンスティチューション対HMSゲリエール（英: USS Constitution vs HMS Guerriere）は、米英戦争初期の1812年8月19日に、ノバスコシア州ハリファックスの南東約400マイル (640 km) で起きた米英艦船の1騎討ちである。まだ開戦間もない時期に起こり、アメリカ海軍が勝利したことでアメリカ国内の士気を上げるために大きな効果があった。

## 背景
1812年6月12日にアメリカ合衆国がイギリスに対して宣戦布告したとき、イギリス海軍はアメリカ海域に85隻の艦船を持っていた。対照的にアメリカ海軍はまだ20年の歴史しかなく、就役している艦船は22隻のみのフリゲート海軍だった。アメリカ海軍の主戦力は、ニューヨークを本拠地とし、ジョン・ロジャーズ海軍准将が指揮する3隻のフリゲート艦と2隻にスループ・オブ・ウォーで構成する戦隊だった。アメリカ合衆国議会が宣戦布告してから1週間後、海軍長官のポール・ハミルトンは、ロジャーズにニューヨーク沖を巡航させる命令を出し、チェサピーク湾のアナポリスにいたUSSコンスティチューションのアイザック・ハル艦長にはロジャーズ戦隊に合流するよう命令した。
ただし、ロジャーズ戦隊は宣戦布告の報せを聞いた直後に出港しており、ハミルトンの指示は受け取られていない。ロジャースが即座に行動を決断したのは、出港が遅れた場合は優秀なイギリス艦隊に海上封鎖される恐れがあったのと、逆に直ぐに出港することでイギリス艦隊が集結する前に孤立したイギリス艦船を拿捕できる可能性があったためである。
実際にロジャーズ戦隊はイギリス海軍のHMSベルビデラと遭遇できたが拿捕することなく逃亡を許してしまい、しかも乗艦していたUSSプレジデントの大砲が暴発して、ロジャーズは負傷し、艦に大きな損傷と混乱が生じてしまった。その後ロジャーズは大西洋を横切って、西インド諸島から戻る価値あるイギリス船団を捕まえることを期待していた。この航海の間天候が荒れ、ロジャーズは船団を見つけることができず、7隻の小さな商船を拿捕したに過ぎなかった。
一方、ノバスコシア州ハリファックスを本拠とするイギリス海軍の北アメリカ戦隊指揮官ハーバート・ソーヤー中将は、ベルビデラが敵艦と遭遇した話を聞くと、フィリップ・ボウズ・ベア・ブローク海軍大佐の指揮する戦隊を派遣し、ロジャーズの船隊を捕まえることにした。ブロークの船隊は大砲64門搭載の戦列艦HMSアフリカと、フリゲート艦のHMSシャノン、HMSイーオラス、HMSベルビデラ、HMSゲリエールで構成されていた。ロジャーズはイギリス海軍の戦力を1か所に集中させることで、数多くのアメリカ商船が邪魔されることなく別の港に到達させることを可能にさせていた。

### コンスティチューションの追跡

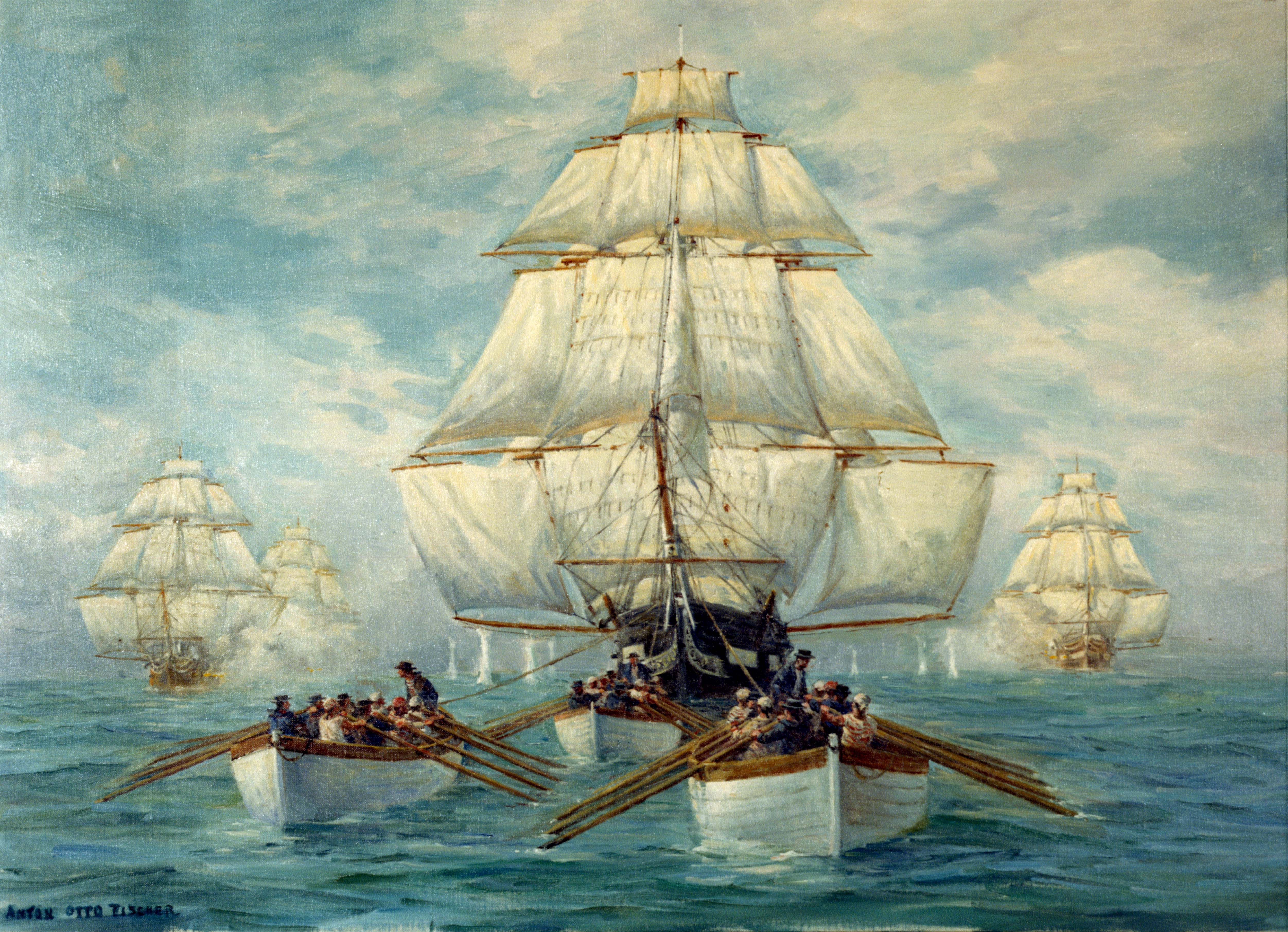
イギリス戦隊の追跡を逃れるコンスティチューション

コンスティチューションは戦争が勃発した時に、アナポリスにあって新しい乗組員を集めており、3週間は航行できない状態だった。その艦長であるアイザック・ハルが航海できるようになった時に、ハミルトン長官の命令に従ってニューヨークを目指した。1812年7月17日午後遅く、ニューヨークの近くで、4隻の船舶が西に航行しており、別の1隻がコンスティチューションに真っ直ぐ向かってくるのを目撃した。ハルはその船がロジャーズ戦隊のものかと思ったが、注意して見ていた。その後信号灯を付けるように命じ、接近してくる船が船籍を確認しなかったときに、距離を取って明るくなるのを待ち、状況を判断するよう命じた。接近してきていたのはゲリエールであり、ブロークの船隊とはぐれた後に合流を目指していた。乗艦しているのはジェイムズ・リチャード・デイカーズ大佐であり、間もなくコンスティチューションが敵艦であると判断したが、7月18日の夜明けに他の4隻のイギリス艦を目撃した。デイカーズが送らせた信号には反応が無かった。デイカーズはロジャーズの全戦隊に包囲される可能性を恐れ、ゲリエールと他の艦船の間にできるだけ距離を取らせるようにもしたので、コンスティチューションを捉えるチャンスを逃してしまった。
明るくなり、気まぐれな風もたまたま吹き止んでしまったので、コンスティチューションはイギリス戦隊に船尾から追われることになった。コンスティチューションはボートを降ろさせて自艦を曳いて行かせ、一方ブロークは全艦船からボートを出させて、シャノンを曳かせた。ハルは離れていこうとする中で、10トンの飲料水を船外に捨てるよう命じた。これにも拘わらず、イギリス戦隊はコンスティチューションに近づき続けていた。コンスティチューションのチャールズ・モリス中尉が小錨の索を引っ張って移動する方法を提案した。このことでコンスティチューションはシャノンを引き離し始めた。右舷後部にハルが移動させた重砲4門から発砲することで、イギリス艦船が同じ策を使うことを妨げさせた。その日の午後遅く、風が再度吹き始め、コンスティチューションは敵からの距離を開いた。イギリス戦隊は夜の間に少し詰めてきたが、翌日コンスティチューションはさらに引き離した。追跡はさらに一昼夜続いたが、イギリス艦船は視界から消えた。
ハルはその逃亡に成功した後、ボストンに向かって飲料水を充填し、その後の8月2日にハリファックス沖とセントローレンス川河口でイギリス商船を襲撃し、次に南のバミューダに向かった。間もなくコンスティチューションはアメリカの私掠船ディケーターに追いつき、その船長から前日にイギリスのフリゲート艦1隻を取り逃がした話を聞いた。
一方ブロークは貴重な西インド諸島護送船団の後を追った。ロジャーズの戦隊もそれを探していると正しく推測していた。コンスティチューションを見失ってから3週間後、安全にイギリス海域に入った護送船団を見送り、ニューヨークに戻る準備をした。ゲリエールは艤装の修理を必要としていたのでハリファックスに向かうよう命令され出帆した。

## 海戦

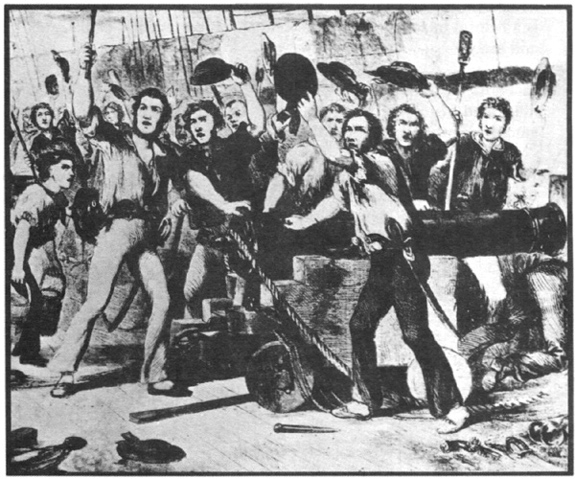
ゲリエールと闘う準備をするコンスティチューションの砲兵

8月19日午後2時、コンスティチューションは風下に大型船舶を視認し、調査のために減速した。天候は曇っており、風は爽快だった。その不審船がゲリエールであることが判明し、ほぼ同じときにゲリエールの乗組員の方でもコンスティチューションであることが分かった。両艦は戦闘に備え、帆を絞って「戦闘帆」とした。すなわちトップセイルとジブのみとした。コンスティチューションが接近すると、デイカーズは舷側の大砲を放つために先ず横に曲げ、それが不十分だったので、風を45分の方向に受けて帆走し、コンスティチューションは15分の方向に風を受けていた。デイカーズは何度か向きを変えて舷側砲をコンスティチューションに向けて発砲させたが、ゲリエールの舷側砲は概して不正確であり、一方コンスティチューションの最前部から放たれた砲弾数発はほとんど効果が無かった。1発の砲弾がコンスティチューションの舷側で跳ね返り「害を与えなかった」後に、乗組員は「万歳! この舷側は鉄でできている」と叫んだと言われている。。

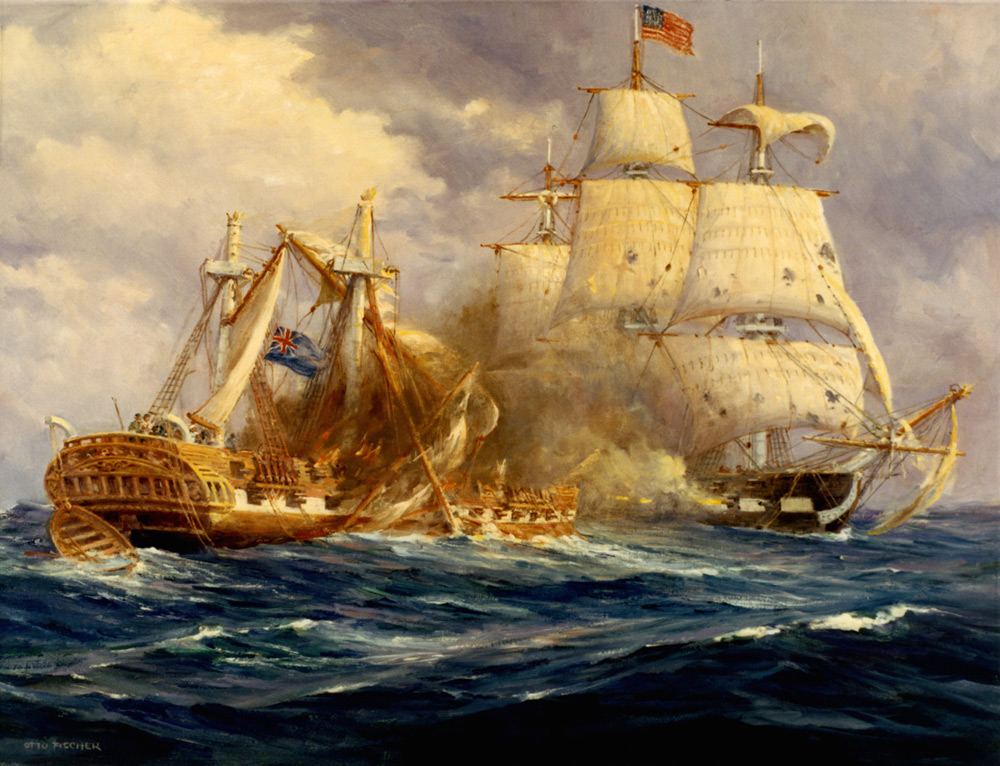
コンスティチューションが燃えるゲリエールの船殻に発砲している。ゲリエールは大破している

両艦の間が数百ヤードまで接近すると、ハル艦長は追加の帆（フォアセイルとメイントガンセイル）を張るように命じ、急速に間隔を詰めた。デイカーズはこの操艦に対応できず、両艦は「拳銃射程の半分」で舷側砲を撃ち合い始めた。コンスティチューションは右舷の、ゲリエールは左舷の砲だった。この砲撃戦が15分間続き、コンスティチューションの方が大砲が大きく、舷側は厚かったので、ゲリエールがコンスティチューションよりも大きな損傷を受けた後、ゲリエールのミズンマストが右舷側に倒れ、梯子のように作用してゲリエールを引きずって回り始めた。このことでコンスティチューションはゲリエールの前に回り、舷側砲を掃射させることができ、ゲリエールのメインヤードを倒した。続いてハルは艦をジャイブさせて再度ゲリエールの船首に回し、舷側砲で掃射したが、この操艦が余りに接近させ過ぎることとなり、ゲリエールのバウスプリットがコンスティチューションのミズンマストの索具に絡まることになった。
両艦では乗り移り部隊が集められ、その間に双方からマスケット銃の銃撃戦が始まった。チャールズ・モリス中尉とデイカーズ大佐はどちらもマスケット銃弾で負傷した。両艦はバウスプリットの長さだけ離れており、荒海ではどちらも敢えて乗り移ることはできなかった。ゲリエールの砲手数人がハルの船尾キャビンまで至近距離で発砲し、コンスティチューションに短時間だが火を点けた。両艦は絡まったまま緩り時計回りに回ってやっと自由になった。ゲリエールのフォアマストとメインマストが舷から海に落ちた。すなわち甲板上からポキッと折れており、救いようもなくなり、激しくローリングしていた。デイカーズはバウスプリットに帆を張って風下に持って行こうとしたが、それも損傷を受けて壊れていた。一方コンスティチューションは数分間風下に走り、艤装に受けた損傷を修理し、その後再度ジャイブさせて向かい風を受けて戦闘に戻った。
コンスティチューションが戦闘を再開させる用意が出来たときに、ゲリエールはコンスティチューションとは反対側に発砲した。これが降伏の合図だと感じ取り、ハルは副官をボートに乗せてイギリス艦に乗り移るよう命じた。副官がゲリエールに移ると降伏の用意があるかを尋ね、デイカーズ艦長は「そうだね、サー、分からない。この艦のミズンマストが無くなり、フォアマストもメイマストも無くなった。我々は旗を降ろしたと貴方が言っても大筋構わないと思う」と答えた。

## 海戦の後
デイカーズ艦長は護衛されてコンスティチューションに移った。ハルはデイカーズの降伏の剣の受け取りを断り、あれほど勇敢に戦った者から剣を受け取れないと語った。またデイカーズの母の聖書を戻すよう命令もした。ゲリエールは明らかに沈みつつあり。負傷者がコンスティチューションに運ばれた。ハルはゲリエールで強制徴用されていたアメリカ人10人を見出したが、デイカーズは彼らに母国の者と闘う代わりに甲板下に留まっていることを認めていた。
ハルはゲリエールを戦利品として曳航していくことを望んだ。夜の間は、コンスティチューションがゲリエールの傍に付き添ったが、夜明けになるとゲリエールは最早助からないことが明白になった。捕虜とアメリカ兵の救難隊がコンスティチューションに移り、午後3時にゲリエールに火が付けられ、間もなく爆発した。
コンスティチューションは巡航を続けられたが（実質的に被害は無く、弾薬も3分の2が残っていた）、ハルはアメリカの大衆に勝利の報せを持ち込みたいと考えた。10日後にボストンに到着し、その知らせは（200名以上の捕虜という明白な証拠と共に）歓喜を引き起こした。ゲリエールはアメリカの商船を停船させ捜索することで、イギリス海軍の最も活動的な艦の1つだったので、これを破ったという知らせは特にアメリカの船乗り社会で満足のいくものだった。皮肉にもハルが再度戦闘の指揮を執ることは無かった。ゲリエールを破った日の3日前に、その伯父であるウィリアム・ハル将軍が、はるかに勢力に劣るイギリス軍にシェルビー砦を降伏させていた（デトロイト包囲戦）。アイザック・ハルにとってもう1つの不幸はその兄弟の死であり、その残された未亡人と子供たちには、ハルが面倒を見る義務が生じていた。ハルはその新しい責任に対応する良い任務を求めて、海軍長官のハミルトンにウィリアム・ベインブリッジ大佐と指揮官を交替できるかを尋ねた。ハルはベインブリッジの下でバーバリ戦争を戦っており、ベインブリッジは当時ボストン海軍工廠の指揮官だった。ハミルトンがこれに同意し、1812年9月15日、ハルは海軍基地の、ベインブリッジはコンスティチューションの指揮官に就いた。
デイカーズは捕虜交換で釈放されてハリファックスに戻ると軍法会議に掛けられた。これは如何なる理由でもイギリス海軍の艦を失った場合の慣習だった。デイカーズは、ゲリエールが元々フランスで建造されたものであり、1806年にイギリス海軍に捕獲されたこと、それ故にイギリス製の艦ほど頑丈ではなかったこと、さらに重要なことは、ゲリエールがかなり老朽化しており、当時は艤装をやり直すためにハリファックスに向かっていたこと、戦闘の初期にミズンマストが倒れてゲリエールの操艦を難しくしたこと、それは戦闘で受けた損傷と同じくらい腐食していたことという事実を申し立てた。デイカーズと水兵達が最善を尽くしたというような示唆や、デイカーズはコンスティチューションと闘うほど軽率だったというような示唆は無かった。米英戦争の初期ではイギリス海軍の大砲38門搭載フリゲート艦が、如何なる国の大砲44門搭載フリゲート艦と交戦することが認められていた。これらによってデイカーズは無罪となった。